# سرخرگ زیرحدقه‌ای
سرخرگ زیرحَدَقه‌ای یا شریان اینفرااربیتال (انگلیسی: Infraorbital artery) بخش انتهایی سرخرگ فکی (ماگزیلاری) است که ضمن خروج از سوراخ زیرحدقه‌ای در ناحیه گونه و حد طرفی بینی منتشر می شود.